# Basutolàndia
Basutoland fou una colònia de la Corona Britànica que es va establir el 1884 a causa de la incapacitat per controlar el territori des de la Colònia de Cap. Limitava amb l'Estat Lliure d'Orange pel riu Caledon, amb Natal i Griqualàndia Oriental per les muntanyes de Kuatlamba, i amb els districte de Barkly i Herschel de la colònia/província del Cap. La superfície era de 30.420 km² i la seva població vers el 1910 era de 351.000 habitants (molt pocs blancs, ja que la colonització hi estava prohibida). Va ser dividit a set districtes administratius; Berea, Leribe, Maseru, Mohales Hoek, Mafeteng, Qacha Nek i Quthing (a sis dels quals hi havia reietons)
El territori està travessat per les muntanyes Maluti (amb el Mount aux Sorcieres de 3.400 metres i el Machacho, de 3000; el creua el riu Orange. Té un clima temperat i saludable La població, els sotho, eren llavors esmentats com basutos, i molts treballaven a les mines i altres llocs a la Unió de Sud-àfrica. L'ensenyament estava a càrrec dels missioners protestants francesos, amb algunes missions catòliques i anglicanes. La ramaderia fou important però una pesta bovina el 1897 va causar molta mortaldat i una crisi econòmica.
L'administració era a càrrec d'un comissari sota autoritat del governador de la Colònia del Cap (fins a 1910, després de l'Alt Comissionat de Sud-àfrica). Tenia a les seves ordres una policia, i els reietons del país. La capital, Maseru, tenia vers el 1905, uns sis-cents habitants (30 europeus). La primera missió del país es va fundar el 1862 pels pares Oblats de Maria Immaculada. Religiosament fou part de vicariat apostòlic del Natal i després de Kimberley i el 8 de novembre de 1894 la Santa Seu el va crear com a prefectura independent. El nombre de catòlics era d'uns nou mil.
Basutolàndia va ser rebatejada el Regne de Lesotho a la independència del Regne Unit el 4 d'octubre de 1966.

## Història
El poble basotho es va formar al començament del segle xix. Mollutme es va proclamar rei i va unificar els diversos grups i clans. Moshoeshoe, un fill de Mokhachane, un cap menor del llinatge Bakoteli, va formar el seu propi clan i es va convertir en un cap al voltant de 1804. Entre 1821 i 1823, ell i els seus seguidors es van establir a les muntanyes de Butha-Buthe, unint-se amb els antics adversaris en la resistència contra el Lifaqane associat amb el regnat del zulu Shaka (1818-1828)
El 1828 Moshoeshoe I s'havia imposat a tots els altres caps. Uns anys després Moshoeshoe I va convidar alguns missioners, Thomas Arbousset, Eugène Casalis i Gosselin Constant de la Societat Missionera Evangèlica de París, situada a Morija, van desenvolupar l'ortografia i obres impreses en l'idioma sesotho entre 1837 i 1855. Casalis, en qualitat de traductor i la prestació d'assessorament sobre assumptes exteriors, va ajudar a establir els canals diplomàtics i adquirir armes per al seu ús contra els europeus que envaïen terres del poble griqua. El 13 de desembre de 1843 els britànics van reconèixer el regne i van signar un tractat que permetia algunes accions i drets als anglesos. .
Moshoeshoe va signar un tractat amb el governador britànic de la Colònia del Cap, Sir George Thomas Napier, que es va annexionar la Sobirania del Riu Orange on molts bòers s'havien assentat. Aquests bòers indignats van ser suprimits en una breu escaramussa en 1848. En 1851 una força britànica va ser derrotat per l'exèrcit basotho a Kolonyama, en el marc d'una guerra vergonyosa per als britànics. Després de repel·lir un altre atac britànic el 1852, Moshoeshoe va fer una crida al comandant britànic que va resoldre la disputa diplomàticament, i després va derrotar els bòers a Batlokoa el 1853. El 1854 els britànics es van retirar de la regió. La primera missió permanent es va estavlir el 1862.
Entre 1856 i 1868 els sotho (basuto) van estar compromesos en un conflicte amb l'Estat Lliure d'Orange. El 1858 Moshoeshoe havia perdut gran part de les terres baixes occidentals en l'enfrontament. Van seguir conflictes permanents entre bòers i sothos. L'última guerra el 1867 va acabar quan el rei Moshoeshoe I, va buscar la protecció britànica apel·lant a la reina Victòria. El 29 d'agost de 1865, va escriure a Sir Philip Wodehouse, el governador de la Colònia de Cap:
El juliol de 1866, després de referir-se a la seva carta anterior, el Cap va dir:

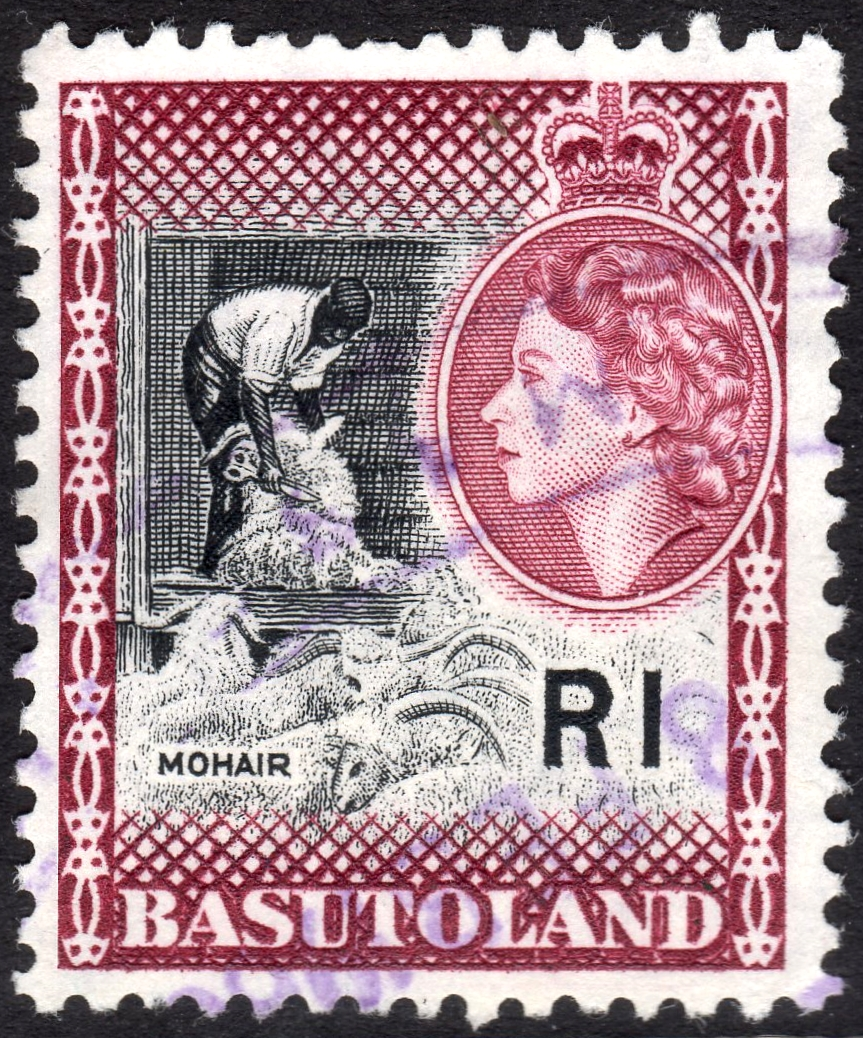
Segell de correus amb el retrat de la Reina Isabel II, 1963

Finalment, el gener 1868, el Governador va rebre un document datat el 9 de desembre de 1867, signat pel Secretari d'Estat per les Colònies, autoritzant l'annexió de Basutoland a Natal (no al Cap com Wodehouse desitjava). El 12 de març de 1868, una Proclamation va ser emesa declarant els basutos subjectes britànics i a Basutoland territori britànic. El 1869, els britànics van signar un tractat amb els bòers a Aliwal North que va definir els límits de Basutolàndia, que perdia definitivament els territoris occidentals reduint efectivament el regne de Moshoeshoe a la meitat de la seva grandària anterior. Els britànics van traslladar la capital (inicialment es van establir a la capital de Moshoeshoe a Thaba Bosiu) a un campament de la policia a la frontera nord-oest, Maseru, que fou la seu del govern britànic del 1869 a 1871.
El regne de Basutolàndia no va ser de fet annexionat a Natal sinó que va ser col·locat directament sota l'autoritat de l'Alt Comissionat per Sud-àfrica. El rei Moshoesshoe va morir a primers de 1870 (apareixen a les diferents fonts les dates 18 de gener de 1870, 11 de febrer de 1870 i 11 de març de 1870), marcant el fi de l'era tradicional i el començament de l'era colonial. Va ser enterrat en Thaba Bosiu. El va succeir el seu fill Letsie I, però amb alguns conflictes interns. Tres anys més tard de l'establiment del protectorat, va ser annexionat a la Colònia de Cap per Llei No. 12 de 1871 del Parlament del Cap de Bona Esperança, confirmat per Order in Council de 3 novembre 1871. El govern de la colònia del Cap no va ser popular entre els sotho; el 1878 es van introduir armes de foc al país i va esclatar una revolta; la colònia del Cap no tenia els medis per dominar-la i el 1881 va demanar ajut al govern de Londres que va enviar tropes que van controlar el país i el van posar sota domini directe per order in council de 2 de febrer de 1884, efectiu el 18 de març de 1884. L'Assentiment Reial va ser donat per una llei del Cap que revocava la llei de 3 de novembre de 1871. Basutoland va ser posada sota l'autoritat directa de la corona i els poders legislatius i executius eren confiats al Alt Comissari de Sud-àfrica. S'administrava com una colònia i amb títol de colònia (colony of Basutoland) però es mantenien els drets del rei i reietons com un protectorat.
El 1891 va morir el rei Letsie I i el va succeir el seu fill Lerotholi. La pesta bovina del 1897 va fer estralls provocant una seriosa crisi econòmica i va causar una nova revolta dirigida pel oncle del rei, que fou derrotat el 1898 prop de Thaba Bosiu. El 1902 el reietó Joel va ser acusat i jutjat pels britànics. El 1903 va començar a funcionar el Basutoland National Council (en llengua sesotho el "pitso"). Lerotholi va morir el 1905 i el va succeir el seu fill Letsie II. Va quedar fora de la Unió de Sud-àfrica el 1910 (que ja tenia polítiques segregacionistes), mantenint-se com a colònia britànica, amb una administració interior a càrrec del rei. Letsie II no es va interessar gaire en el govern i va morir el 1913 i el va succeir el seu fill Nathaniel Griffith Lerotholi amb un tranquil regnat poc alterat per la Primera Guerra Mundial en la que va oferir tropes per la guerra, oferta que fou rebutjada. El 1924 es va suggerir la seva integració a Sud-àfrica però el 1925 el rei i els caps van expressar el desitj de romandre com a colònia britànica, i el manteniment de la prohibició de buscar mines i per l'establiment de colons blancs, pel que la penetració de la influència europea va restar en mans dels funcionaris britànics i els missioners. A la seva mort el 1939 el va succeir el seu fill Seeiso (que fou pare de Moshoeshoe II) que va morir amb 35 anys el 26 de desembre de 1940. Sent encara menor el seu fill va assolir el govern el cap de Thupa Kuba, Gabashane Masupha que va morir poc després el 28 de gener de 1941 i la regència va recaure en la viuda de Seisso (primera esposa però no mare del jove rei) Mantsebo Amelia 'Matsaba Sempe Nkuebe (1902-1964) que fou de facto reina fins al 12 de març de 1960. En el seu regnat, el 1947 van visitar el país el rei Jordi VI de Gran Bretanya i la seva esposa la reina Isabel amb les seves filles les princeses Isabel (després Elisabet II del Regne Unit) i Margarita, i es va celebrar una cerimònia amb milers de basutos presents a Maseru en que se'ls va agrair l'esforç de guerra.
El 1965 va accedir a l'autonomia i es va canviar de nom a Estat Protegit de Basutoland; el 1966 fou independent com a Lesotho.

## Branca executiva
Basutoland va tenir un Consell Executiu els membres del qual eren el Comissari Resident que el presidia, tres membres ex officio i quatre "membres del Consell". Aquests membres de consell eren quatre membres del Basutoland National Council (vegeu més avall), sent nomenats pel Comissionat Resident, un en el nomenament del Cap Tradicional (rei) i tres per nomenament del Consell mateix, seleccionats per vot secret.

## Branca legislativa
El consell legislatiu, conegut com el Basutoland National Council, concedit als basutos el 1903, va consistir en un President sense vot nomenat pel Comissionat Resident, quatre membres oficials (ex officio), vint-i-dos caps tradicionals, quaranta membres elegits pels Consells de Districte, i catorze nomenats pel Comissionat Resident en el nomenament del Cap Tradicional (rei). El Comissari Resident va tenir el dret de dirigir el Consell.
El Basutoland National Council fou un consell consultiu; va arribar a tenir 99 membres nomenats, dels quals la meitat van esdevenir després membres electes.
El Comissionat va tenir autoritat per fer lleis per proclamació en alguns temes com afers externs, defensa i el servei públic. Aquestes matèries van ser excloses dels poders del Consell Nacional, però el Comissionat va ser requerit per presentar al consell un esborrany de qualsevol proclamació abans de fer-la publica i considerar les observacions que se li fessin. La Constitució feia una provisió especial pel que fa a objeccions particulars fetes pel Consell.

## Cap Tradicional
Hi hi havia una Col·legi de Caps de Basutoland la funció del qual estava relacionada amb els assumptes pertanyents a les funcions del Cap Tradicional (rei), els Caps i els Headman. Les seves decisions i les recomanacions eren entregades per acceptació al rei. Eren subjectes de revisió pel Tribunal suprem.
La Constitució assignava un nombre de funcions al Cap Tradicional (rei). Exercitant aquestes, va ser requerit en molts casos per consultar amb el consell executiu o amb el comissionat resident, un membre del consell executiu o un membre de la nació basuto designat per ell mateix.
La terra a Basutoland era assignada per la Constitució al Cap Tradicional o rei, en fideïcomís de la nació basuto, subjecte als drets legals adquirits.

## Demografia
Considerant l'àrea extensa de terra de muntanya no habitable, el territori tenia una població gran. Els habitants van augmentar de 128.206 el 1875, a 348,848 el 1904. Hi havia més dones que homes (unes 20.000). La majoria vivia al districte entre les muntanyes Maluti i el riu Caledon. El grup principal d'habitants eren basutos, però hi havia alguns milers de barolong. Els habitants blancs el 1904 eren només 895. La seu del govern era Maseru, a la riba esquerra del Caledon, amb una població d'un miler d'habitants al temps de la I Guerra Mundial, incloent uns 100 europeus.Moltes missions del país portaven noms bíblics com Shiloh, Hermon, Canaan, Bethesda, i Berea. La població del país al cens de 1921 era de 495.937 habitants (1.603 europeus, 172 asiàtics i 1.069 mestissos). En aquest mateix cens Maseru va arribar als 1830 habitants (399 europeus). El sistema impositiu a la població establia el pagament per cada basuto mascle d'1 lliura i 5 xílings a l'any, i la mateixa quantitat per cada esposa de més amb un màxim de 3 lliures i 15 xílings el que permetia un pressupost equilibrat de 324.790 lliures (contra 316.573 lliures de despeses). El 1928 hi havia 504 escoles elementals (més 8 escoles per blancs) i 28 intermèdies a més d'algunes normals i industrials. L'1 de gener de 1929 hi havia una policia amb 12 oficials europeus (més 1 instructor i 4 agutzils), 29 suboficials (indígenes) i 323 agents també indígenes). El 1928 les exportacions van ser d'1.013.392 lliures i les importacions de 921.574 lliures. La població del país el 1948 era de 561.289 habitants (1689 europeus) i la de Maseru era de 3.300 habitants. El 1956 la població era de 641.674 habitants (1926 europeus) amb 270.000 homes i 370.000 dones; Maseru tenia el mateix any 1600 habitants

## Llista de comissionats residents britànics
- Sir Marshal James Clarke: 18 març 1884 – 18 setembre 1894
- Godfrey Yeatsman Lagden: 18 setembre 1894 – 1895
- Sir Herbert Cecil Sloley: 1895
- Godfrey Yeatsman Lagden: 1895 – 1901
- Sir Herbert Cecil Sloley: 1902 – 1913
- James MacGregor: 1913
- Sir Herbert Cecil Sloley: 1913 – 1916
- Robert Thorne Coryndon: 1916 – 1917
- Edward Charles Frederick Garraway: 1917 – abril 1926
- John Cristià Ramsay Sturrock: abril 1926 – març 1935
- Sir Edmund Charles Smith Richards: Març 1935 – agost 1942
- Sir Charles Noble Arden-Clarke: agost 1942 – novembre 1946
- Aubrey Denzil Forsyth-Thompson: novembre 1946 – 24 octubre 1951
- Edwin Porter Arrowsmith: 24 octubre 1951 – setembre 1956
- Alan Geoffrey Tunstal Chaplin: setembre 1956 – 1961
- Alexander Falconer Giles: 1961 – 30 abril 1965